# Говард
Го́вард (англ. Howard, вимовляється HOW-erd) — одне з найпопулярніших англомовних прізвищ та імен, поширене відповідно у Великій Британії, США, Австралії, Канаді, Новій Зеландії тощо. Вважається, що в Англії та Уельсі носіями прізвища Говард є кожна п'ята особа.

## Етимологія імені та прізвищаГовард
Етимологія імені та прізвища Говард не з'ясована остаточно. Згідно з однією теорією воно походить з французького нормандського особового імені Гуард (Huard) або Гевард (Heward), яке було прийнято британцями після нормандських завоювань 1066 року.
Інша теорія стведжує, що «родоначальником» британського імені (і прізвища) Говард є відоме ще до VII ст. германське ім'я Гуґард (Hughard), де префікс hug означає «серце/душа» а суфікс hard — «сміливий/відважний».
Нарешті, існує і вікінгська версія походження імені та прізвища, за якою вони зводиться до імені Гавард (Haward), і тут уже ha має значення «високий», а varthr — охоронець (порівняйте укр. вартівник).
Перші документальні записи прізвища Говард датуються 1221 роком — у Кембриджширі. Існує незначна варіативність написання прізвища.

## Відомі носії прізвища та імені

### Прізвище
- Аянна Говард (англ. Ayanna Howard; нар. 1972) — американський робототехнік, підприємець і педагог.
- Бен Говард (англ. Benjamin John "Ben" Howard; нар. 1987) — англійський співак і автор пісень.
- Брайс Даллас Говард (англ. Bryce Dallas Howard; нар. 1981) — американська акторка і режисер.
- Генрі Говард[en] (англ. Henry Howard, Earl of Surrey; 1517—1547) — англійський аристократ, один з засновників англійської поезії Ренесансу.
- Гільдегарда Говард (англ. Hildegarde Howard; 1901—1998) — американська піонерка палеорнітології.
- Грег Говард (англ. Greg Howard; нар. 1948) — американський баскетболіст, форвард.
- Двайт Говард (англ. Dwight Howard; нар. 1985) — американський баскетболіст.
- Джеймс Ньютон Говард (англ. James Newton Howard; нар. 1951) — американський композитор.
- Джек Говард (англ. John Francis "Jack" Howard; 1909—1983) — канадський хокеїст.
- Джиммі Говард (англ. James "Jimmy" Howard; нар. 1984) — американський хокеїст, воротар.
- Джон Говард:
  - Джон Говард (англ. John Howard; 1726—1790) — англійський юрист, філантроп, тюремний реформатор.
  - Джон Вінстон Говард (англ. John Winston Howard; нар. 1939) — прем'єр-міністр Австралії (1996—2007).
  - Джон Джордж Говард (англ. John George Howard; 1803—1890) — канадський архітектор і майстер-будівничий.
- Джуван Говард (англ. Juwan Antonio Howard; нар. 1973) — американський баскетболіст та тренер.
- Джош Говард (англ. Joshua Jay Howard; нар. 1980) — американський професійний баскетболіст.
- Домінік Говард (англ. Dominic James Howard) нар. 1977) — барабанщик британського рок-гурту «Muse».
- Ебенізер Говард (англ. Sir Ebenezer Howard; 1850—1928) — англійський філософ і соціолог-утопіст.
- Есме Говард (англ. Esme Howard; 1863—1939) — британський дипломат, посол у США в 1924-1930 рр.
- Кетрін Говард (англ. Catherine Howard; 1520/1525 — 1542) — п'ята дружина короля Англії Генріха VIII.
- Клінт Говард (англ. Clint Howard; нар. 1959) — американський актор.
- Лей Говард (англ. Leigh Howard; нар. 1998) — австралійський велогонщик, бронзовий призер Олімпійських ігор 2020 року.
- Леслі Штайнер Говард (англ. Leslie Howard, 1893—1943) — британський кіно- і театральний актор, продюсер і режисер.
- Лора Говард (англ. Laura Howard, уроджена: Сіммонс, англ. Simmons; нар. 1977) — англійська акторка.
- Майкл Говард (англ. Michael Howard; нар. 1941) — британський політик, лідер Консервативної партії.
- Мелколм Говард (англ. Malcolm Howard; нар. 1983) — канадський веслувальник, олімпійський чемпіон (2012).
- Мішелл Говард (англ. Michelle Janine Howard; нар. 1960) — американська військова діячка, адмірал Військово-морських сил США.
- Мо Говард (англ. Mo Howard, уроджений Мойсей Гаррі Горвіц, англ. Moses Harry Horwitz;1897—1975) — американський комедійний актор.
- Раян Говард[en] (англ. Ryan Howard) — американський бейсболіст.
- Ренс Говард (англ. Rance Howard; нар. 1957) — американський актор.
- Роберт Говард (англ. Robert Ervin Howard; 1906—1936) — американський письменник-фантаст, новеліст.
- Рон Говард (англ. Ron Howard; нар. 1954) — американський актор, режисер, продюсер і сценарист.
- Сідні Говард (англ. Sidney Coe Howard; 1891—1939) — американський драматург і сценарист.
- Терренс Говард (англ. Terrence Dashon Howard; нар. 1969) — американський актор і співак.
- Тім Говард (англ. Timothy Matthew Howard; нар. 1979) — американський футболіст.
- Тодд Говард (англ. Todd Howard; нар. 1971) — американський розробник відеоігор, відеоігровий дизайнер, сценарист, керівник і продюсер.
- Томас Говард (англ. Thomas Howard, 1st Earl of Suffolk; 1561—1626) — державний та військовий діяч королівства Англії.
- Терренс Говард (англ. Terrence Dashon Howard; нар. 1969) — американський актор і співак.
- Тревор Говард (англ. Trevor Howarg; 1913—1988) — британський актор театру, кіно і телебачення.
- Трейлор Говард (англ. Traylor Howard; нар. 1966) — американська акторка.

### Ім'я
- Говард Вебб (англ. Howard Melton Webb; нар. 1971) — колишній англійський футбольний арбітр.
- Говард Джейкобсон (англ. Howard Jacobson; нар. 1942) — британський письменник і журналіст.
- Говард Картер (англ. Howard Carter; 1873—1939) — англійський археолог; знайшов гробницю Тутанхамона (1922).
- Говард Кіл (англ. Howard Keel; 1919—2004) — американський актор та співак.
- Говард Пайл (англ. Howard Pyle; 1853—1911) — американський письменник та ілюстратор, найбільш відомий своїми творами для дітей.
- Говард Лавкрафт (англ. Howard Phillips Lovecraft; 1890—1937) — американський письменник, журналіст та поет, що писав в жанрах жахів, містики.
- Говард Стаунтон (англ. Howard Staunton; 1810—1874) — англійський шахіст, був найсильнішим шахістом світу з 1843 по 1851.

## Виноски
1. ↑  Навколо імені/Behind the Name — Етимологія та історія прізвищ [Архівовано 20 квітня 2008 у Wayback Machine.](англ.)